# Afanasij Nikitin
Afanasij Nikitin, rusky Афанасий Никитин (?, Tver – 1475, poblíž Smolenska) byl ruský kupec a cestovatel, který proslul svými zápisky z Persie a Indie, jež jsou jednou z prvních zpráv o těchto zemích v Evropě.

## Život
Roku 1466 se připojil k doprovodu šírvánského vyslance Asambega, který se po řece Volze vracel z Moskvy. Nikitin sebou vezl náklad kožešin, s nimiž chtěl na jihu obchodovat. Výprava vyplula z Nižního Novgorodu. Doplula do Kaspického moře, kde však ztroskotala. Nikitin se dostal na pobřeží dnešního Dagestánu, nedaleko města Derbentu. Byl ovšem zcela bez prostředků. Tím začala jeho dobrodružná pouť. Nejprve zamířil do Baku a později (1469) do perského Čapakúru. Zde se připojil ke kupecké karavaně. Persií pak projížděl půl roku. Navštívil Jazd, Hormuz i Maskat. Poté se plavil spolu s perskými a indickými kupci do Diu a Kambáje. Odtud cestoval na jih Indie a načas žil v Bídaru a Dakkhinu. Roku 1472 se vydal znovu na cesty, zamířil do přístavu Dabhól, kde nasedl na loď a doplul do Afriky, odkud se přes Perský záliv vrátil do Hormuzu. Poté pokračoval v cestě s karavanami až do Tabrízu, tehdejšího hlavního města Persie. Zde potkal kupce, kteří cestovali do jižního Zakavkazska. Spatřil možnost vrátit se přece jen domů, připojil se k výpravě a v říjnu 1472 se dostal do Trapezuntu (dnešní turecký Trabzon). Přes Černé moře pak plul do dnešní Feodosie na Krymu (tehdy patřila Janovu). Zde potkal moskevské kupce, s nimiž se vydal do Kyjeva a posléze do Smolenska. Když se již blížil k rodnému Tveru, zemřel.
Na cestě si Nikitin psal deník. Moskevští kupci, s nimiž ve finále cestoval, ho roku 1475 v Moskvě odevzdali úřadům. Byl založen do archivu a zcela zapomenut. Až 300 let poté ho objevil historik Nikolaj Karamzin a došlo mu, že má v ruce unikátní a jeden z prvních evropských popisů Blízkého i Dálného východu (Nikitin psal též o Cejlonu a o Číně – to, co se doslechl v indických přístavech). Vydal ho pod názvem Putování přes tři moře (Хожение за три моря). Česky vyšlo pod názvem Putování ruského kupce Afanasije Nikitina přes tři moře.